# كيوراريهيو (تشيلي)
كيوراريهيو (بالإسبانية: Curarrehue) هي بلدية تقع في تشيلي في Cautín Province. يقدر عدد سكانها بـ 6,624 نسمة ومساحتها 1,170.7 كم2 وترتفع عن سطح البحر 406 متر.